# Beplankung

Vergleich der Beplankungsarten

Als Beplankung wird im Schiffbau die Hülle aus Planken bezeichnet, die auf dem Skelett aus Kiel und Spanten aufgebaut wird und mit diesem zusammen den Schiffsrumpf ergibt.
In jüngerer Zeit wird der Begriff auch in anderen Bereichen als Bezeichnung für einen Belag oder eine Be- bzw. Verkleidung aus Bohlen, Planken oder Plattenwerkstoffen gebraucht, die auf eine darunter liegende Tragkonstruktion aufgebracht werden. Häufig bildet die Beplankung die Außenhülle eines Objektes oder einer Skelettkonstruktion; so werden im Karosseriebau die Außenhautteile als Beplankung bezeichnet. Im Bauwesen spricht man bei einer Beplankung mit dekorativer Funktion in Innenräumen auch von einer Vertäfelung oder allgemeiner von einer Schalung. Auch werden Holzwerkstoff-, Faser- oder Gipskartonplatten als Beplankung bezeichnet, die im Trockenbau auf der darunterliegenden Konstruktion (z. B. Pfosten und Riegel oder Aluminiumprofile) befestigt werden. Werden zwei Gipskartonplatten übereinander montiert, so spricht man von einer doppelten Beplankung.

## Bootsbau
Im Bootsbau gibt es zwei verschiedene Methoden, die Beplankung auf das Skelett aufzubringen. Im frühen nordeuropäischen Schiffbau herrschte die Klinkerbauweise vor (z. B. Wikingerlangschiffe), bevor sie im späten Mittelalter zunächst durch komposite Schiffstypen mit einem unterhalb der Wasserlinie kraweelten, oberhalb aber geklinkerten Rumpf (Koggen, Holks), dann aber durch vollständig in Kraweelbauweise gearbeitete Schiffe (Kraweel) abgelöst wurde, die im Mittelmeerraum schon seit der Antike vorherrschend war.

### Klinkerbauweise

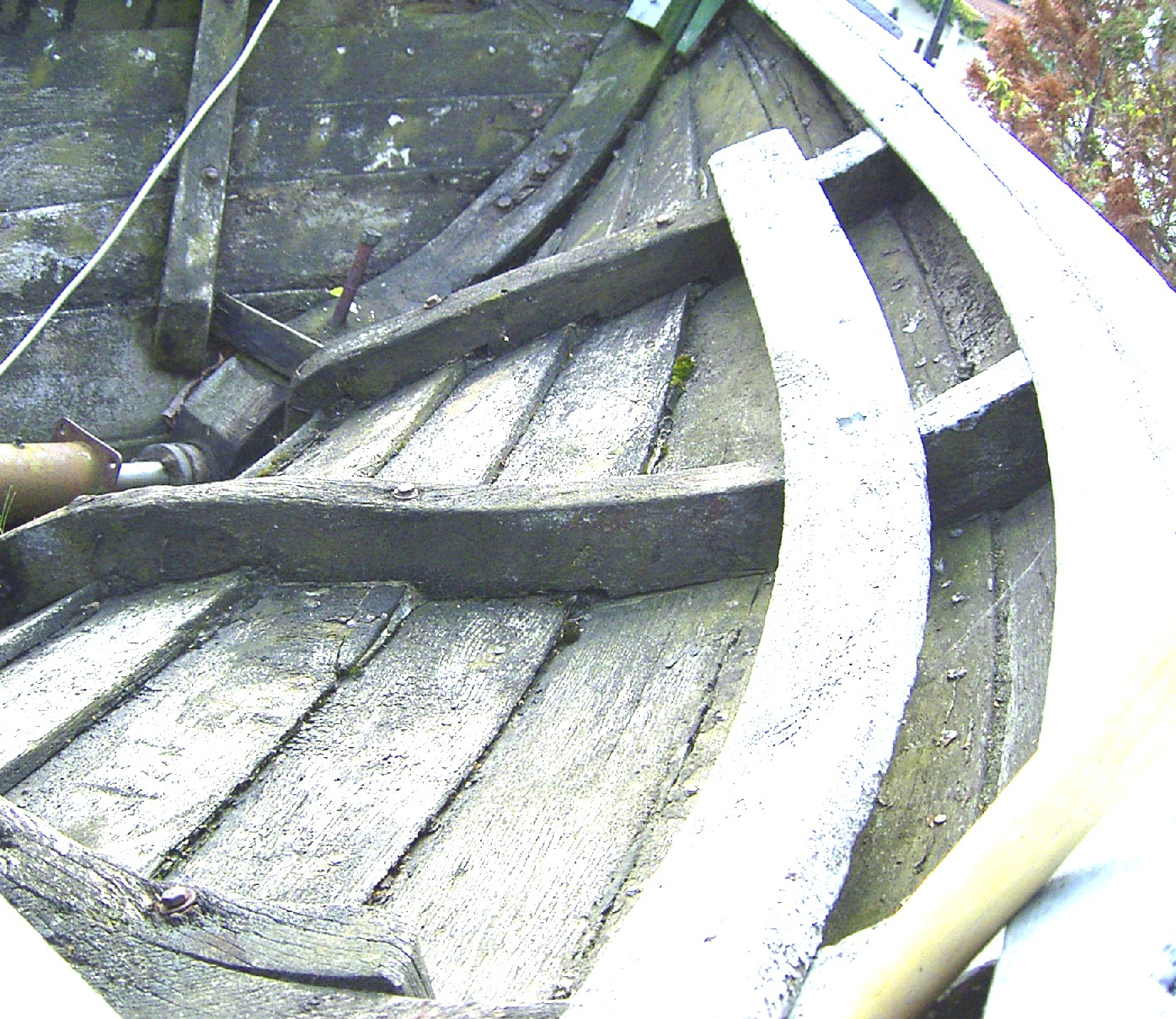
Innenaufbau eines geklinkerten Fischerbootes

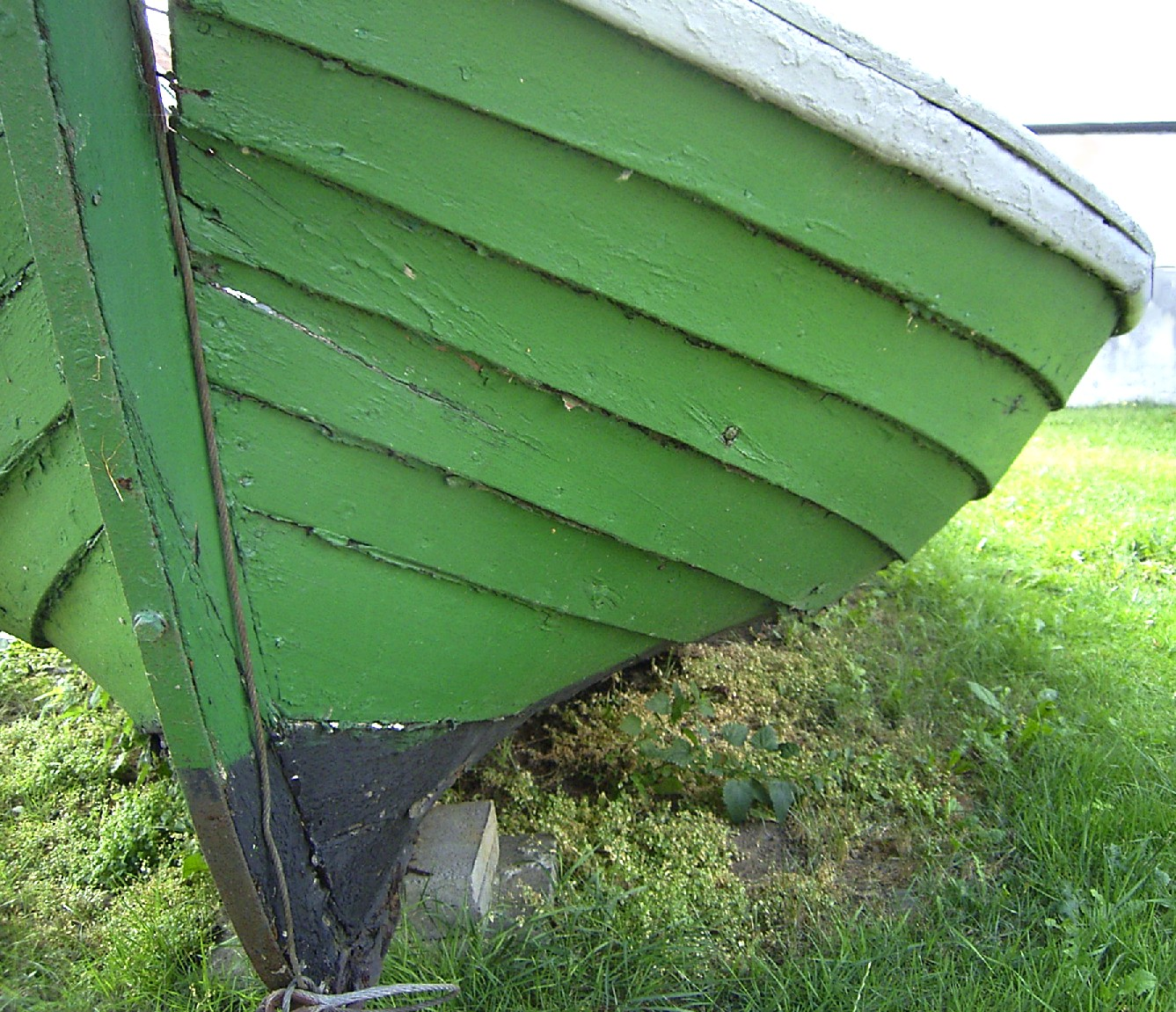
Dasselbe Boot von außen

Bei der Klinkerbauweise werden die Planken nicht Kante an Kante, sondern überlappend angebracht. Jeweils die obere Planke überlappt die untere Planke (siehe Abbildung). Der Bereich der Überlappung wird Landung genannt. Hier muss die untere Planke angeschmiegt (schräg angehobelt) werden, um eine gute Verbindung zwischen den Planken sowie Wasserdichtigkeit zu erreichen. Um Dichtigkeit zu gewährleisten, wird u. U. ein Baumwollfaden zwischen den Planken eingelegt. Die Planken werden untereinander vernietet. Als Spanten werden entweder eingebogene Spanten oder feste Spanten verwendet, bei denen für jede Planke eine entsprechende treppenförmige Aussparung vorhanden sein muss.
Durch Verzug des Holzes verschieben sich die Planken etwas gegeneinander, ohne dass sich dabei eine Fuge öffnet. Dadurch sind die Boote nach längerer Zeit des Trockenliegens schneller wieder dicht als kraweelbeplankte Boote. Daher wurden besonders Dingis und Rettungsboote so gebaut, allerdings auch Jachten wie das Folkeboot, die Langschiffe der Wikinger sowie frühe Hansekoggen. Auch im Kunststoffbau wird manchmal die Oberfläche von Klinkerplanken nachgebildet, die ausgebildeten stufigen Rippen versteifen und entdröhnen die vergleichsweise dünne Kunststoffhaut.
Hydrodynamisch ist die Klinkerbauweise interessant. Durch die längsschiffs verlaufenden Kanten, die die überlappenden Planken bilden, wird ein erhöhtes Maß an Seitenführung erreicht. Dies trug dazu bei, dass Wikingerschiffe recht gut segeln und trotz Rahbeseglung in begrenztem Umfang sogar kreuzen konnten, wie Versuche mit Nachbauten gezeigt haben.
Eine Weiterentwicklung ist die „Glattklinkerbauweise“, bei der die überlappenden Teile der Planken so bearbeitet werden, dass sie ineinandergreifen und dadurch in einer Ebene liegen. Die Beplankung ist dann innen und außen glatt und auf voller Länge miteinander mechanisch verbunden. Diese Bauweise erreicht eine fast vollständige Dichtigkeit und sehr hohe Festigkeit des Rumpfes. Allerdings ist die Technik handwerklich sehr aufwändig, sodass sie sich nie in großem Umfang durchsetzte.
Seit Dezember 2021 ist die nordische Klinkerbauweise (aus Dänemark, Finnland, Island, Norwegen und Schweden) immaterielles Weltkulturerbe der UNESCO.

### Kraweelbauweise

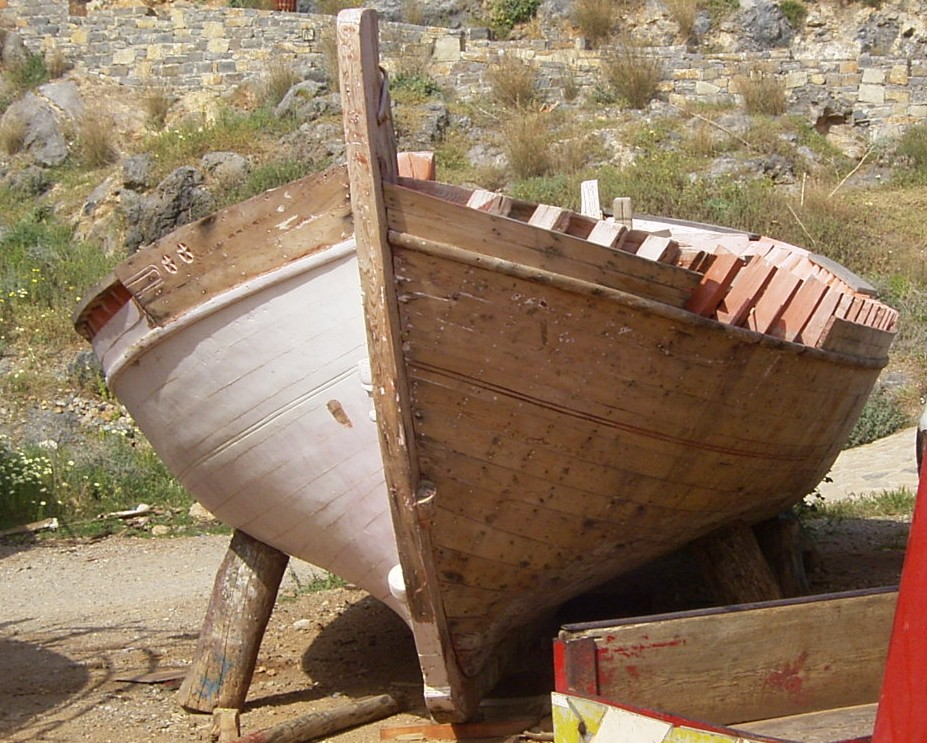
Kraweelbeplanktes kretisches Fischerboot bei der Restaurierung

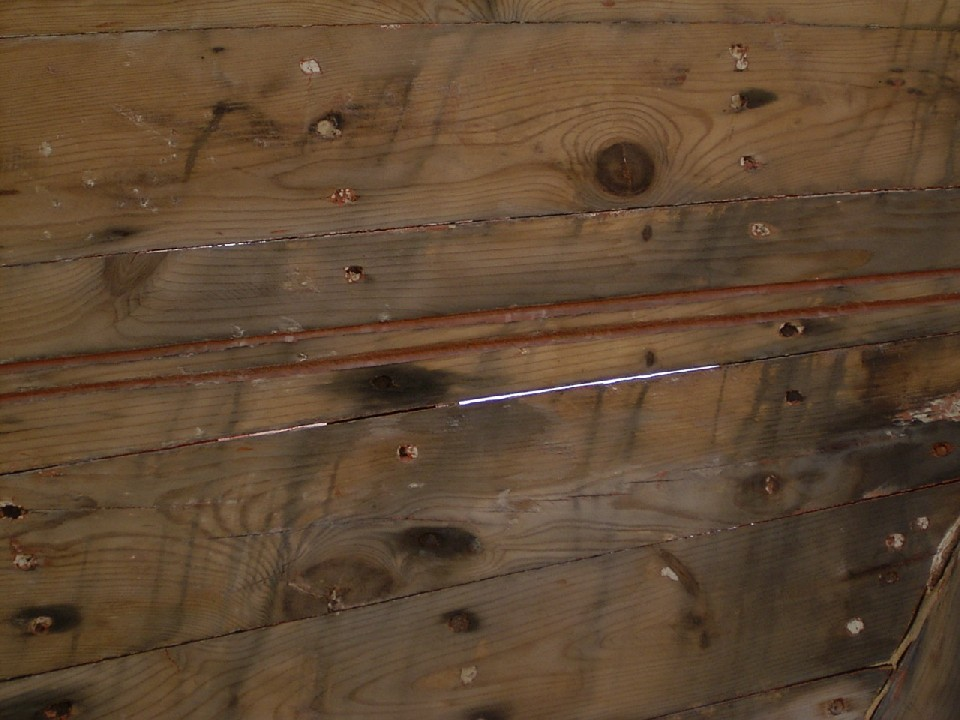
Detailansicht der Fugen zwischen den Planken

Bei der Kraweel- oder auch Karweelbauweise (mittelniederdeutsch von portugiesisch caravela, ‚Karavelle‘) werden die Planken Kante an Kante befestigt (siehe Abbildung). Dadurch erhält der Rumpf eine glatte Oberfläche. Sind die Planken zu kurz, um über die ganze Länge des Schiffes zu reichen, entstehen Stöße. Diese müssen möglichst weit voneinander entfernt liegen, um die Struktur des Rumpfes nicht zu schwächen. Um die Rundung des Rumpfes gleichmäßig bedecken zu können, werden die Planken vorn und hinten verjüngt. Um ein kraweelbeplanktes Boot wasserdicht zu machen, muss es kalfatert werden. Da sich beim Arbeiten des Holzes die Nähte zwischen den Planken vergrößern, werden kraweelbeplankte Boote leichter undicht als die in Klinkerbauweise.
Die Kraweelbauweise setzte sich bei großen Schiffen gegenüber der Klinkerbauweise (s. o.) letztlich durch, da die Belastbarkeit der Gesamtkonstruktion mit einer Kraweelbeplankung höher ist. Die Kräfte werden hier über die Nahtkanten weitergeleitet und nicht nur wie in der Klinkerbauweise über die Zapfen, Niete oder Nägel. Dadurch können größere Verwindungskräfte aufgenommen und gleichmäßig auf die Konstruktion verteilt werden. Außerdem ist durch die glattere Oberfläche auch die Reinigung und Instandhaltung erleichtert. Die Glattklinkerbauweise wäre in Bezug auf Festigkeit und Dichtigkeit zwar überlegen, ist jedoch erheblich aufwändiger.
Die Kraweelbauweise stammt aus dem Mittelmeerraum und wurde bereits von den alten Ägyptern angewendet und hat sich im mediterranen Raum über die gesamte Antike erhalten. Im ausgehenden Mittelalter war die portugiesische Karavelle der bekannteste Schiffstyp in dieser Bauweise und gab im deutschen Sprachraum damit der Bauweise ihren Namen. Sie kam über die Handelsbeziehungen der Hanse in den nordeuropäischen Raum und wurde zunächst bei den Koggen im Bereich des Schiffsbodens angewendet. Bekannte Karavellen waren die Begleitschiffe des Christoph Kolumbus sowie die Peter von Danzig (um 1470). Schiffe mit Kraweelbeplankung wurden auch als Kraweel, Kraweelschiff oder Karweelschiff bezeichnet.
Schon im China der Song-Dynastie (960–1279 n. Chr.) wurden Schiffe auch mit mehreren, teilweise im Winkel zueinander, übereinander verlegten Kraweelschichten beplankt (Diagonalkraweel). Dadurch wurden Dichtigkeitsprobleme praktisch vollkommen behoben und bei geringer Materialstärke eine extreme Verwindungssteifigkeit erzielt. Nach dem Zweiten Weltkrieg wurden beispielsweise die deutschen Schnellboote der Jaguar-Klasse in dieser Weise gebaut. Nach der Entwicklung geeigneter Klebstoffe (insbesondere Epoxidharze) entstand daraus die formverleimte Bauweise, bei der mehrere Lagen Furnier kreuzweise auf einer Form miteinander verklebt werden.

## Flugzeugbau

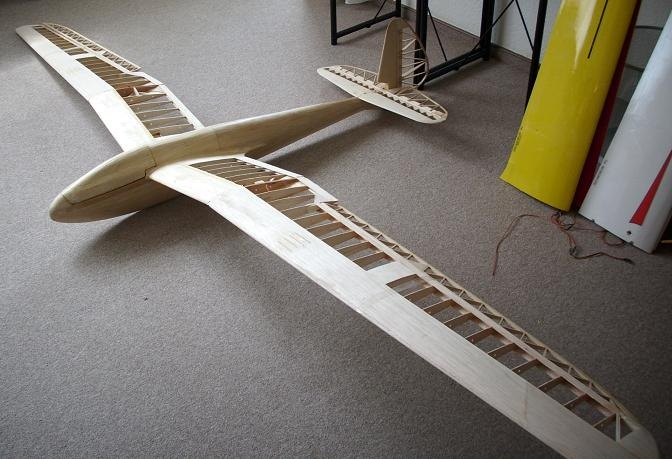
Rohbau eines Oldtimermodelles mit vollbeplanktem Rumpf und teilbeplankten Tragflächen

Im Flugzeugbau wurden viele Ausdrücke vom Schiffbau übernommen. Als „Beplankung“ wird auch hier ein Überzug der Grundstruktur mit Plattenmaterial verstanden. Allerdings wird hier anstatt ursprünglich Flugzeugsperrholz heute meist Aluminium-Blech verwendet.
Im Holzflugzeugbau wird die Verbindung der einzelnen Sperrholzelemente durch eine gegenseitige Abschrägung der Berührungsflächen (Schäftung) erreicht, welche die Klebefläche vergrößert und Stoßkanten, und somit Schwachstellen, vermeiden hilft. Die Klinkerbauweise wurde in der Luftfahrt nur ein einziges Mal adaptiert und zwar beim Rumpf des Jagdflugzeugs LFG Roland D.VI von 1918.
Ist die komplette Oberfläche auf diese Weise ausgeführt, spricht man von einer Vollbeplankung, wenn es nur Teile sind, von Teilbeplankung. Hierbei werden die noch offenen Teile der Außenhaut normalerweise durch eine Stoffbespannung ergänzt. Die Einführung einer teilbeplankten Tragfläche machte den Flügel torsionssteif und ermöglichte eine bessere Profiltreue. Somit konnten die Tragflächen freitragend, also ohne Streben und Spannseile, ausgeführt werden (z. B. Fokker D.VIII).
Der beplankte vordere Bereich einer Tragfläche wird als Torsionsnase (engl. D-Box) bezeichnet. Im modernen Kunststoff-Flugzeugbau spricht man nicht mehr von Beplankung, sondern von der Schale (Schalenbauweise).